# Harbour Point
Harbour Point är en udde i Sydgeorgien och Sydsandwichöarna (Storbritannien). Den ligger i den nordvästra delen av Sydgeorgien och Sydsandwichöarna.
Terrängen inåt land är kuperad. Havet är nära Harbour Point åt nordost.  Trakten runt Harbour Point består i huvudsak av gräsmarker.